# Galliera Veneta
Pour les articles homonymes, voir Galliera.
Galliera Veneta est une commune de la province de Padoue, dans la région Vénétie, en Italie.

## Administration
| Période                                  | Période  | Identité         | Étiquette | Qualité |
| ---------------------------------------- | -------- | ---------------- | --------- | ------- |
| 14 juin 2004                             | En cours | Silvano Sabbadin |           |         |
| Les données manquantes sont à compléter. |          |                  |           |         |

## Démographie
| 1871  | 1881  | 1901  | 1911  | 1921  | 1931  |
| ----- | ----- | ----- | ----- | ----- | ----- |
| 2 907 | 3 243 | 3 600 | 4 209 | 4 415 | 4 586 |

| 1936  | 1951  | 1961  | 1971  | 1981  | 1991  |
| ----- | ----- | ----- | ----- | ----- | ----- |
| 4 917 | 5 212 | 5 236 | 5 779 | 6 261 | 6 326 |

| 2001  | - | - | - | - | - |
| ----- | - | - | - | - | - |
| 6 614 | - | - | - | - | - |

### Hameaux
Mottinello Nuovo.

### Communes limitrophes
Cittadella, Loria, Rossano Veneto, San Martino di Lupari, Tombolo.

### Personnalités nées à Galliera Veneta
- Gianfranco Cecchele
- Flavio Martini
- Alberto Mesirca
- Domenico Pellegrini

### Jumelages
- Carbonne (France) ;
- Jelenie (Croatie) ;
- San Cugat (Espagne).